# Eparquia Ortodoxa Ucraniana da América do Sul
Eparquia ortodoxa ucraniana da América do Sul ou Igreja Ortodoxa Ucraniana na América do Sul (em ucraniano:  Українська Православна Єпархія Бразилії та Південної Америки) é uma circunscrição eclesiástica ortodoxa que depende espiritualmente da Metrópole da Igreja Ortodoxa Ucraniana dos EUA (em inglês:  Ukrainian Orthodox Church of the USA), ambas fazendo parte da diáspora ortodoxa ucraniana que se encontra sob o omofório do Patriarcado de Constantinopla. Sua sede fica em Curitiba, Paraná.
A eparquia tem jurisdição canônica sobre toda a América Latina, mas especialmente nos países onde há ucranianos ou descendentes. No entanto, desde sua incorporação ao Patriarcado de Constantinopla em 1995, foi-lhe garantido o direito de evangelizar também os não-ucranianos.

## Estrutura

### Paróquias

#### Brasil
- Catedral de São Demétrio – Curitiba, PR;
- Paróquia de São Vladimir, o Grande – Papanduva, SC;
- Paróquia de São Vladimir, o Grande – Iracema, SC
- Paróquia de São Cosme e São Damião - Guarani, SC;
- Paróquia de São Pedro e São Paulo - Gonçalves Júnior - Irati, PR;
- Paróquia da Santíssima Trindade - Canoas, RS;
- Paróquia da Proteção da Santa Mãe de Deus – São Caetano do Sul, SP;
- Paróquia de São Vladimir, o Grande – São Caetano do Sul, SP;
- Paróquia da Proteção da Santa Mãe de Deus – Apucarana, PR;
- Paróquia do Espirito Santo – Nova Ucrânia PR;
- Paróquia de São Nicolau - Joaquim Távora, PR;
- Paróquia de São Jorge – Ponta Grossa, PR;
- Paróquia da Proteção da Santa Mãe de Deus - Osasco, SP;
- Paróquia de São Miguel Arcanjo - Curitiba, PR;
- Paróquia de São Miguel Arcanjo - Vila Burei – Palmital, PR;
- Paróquia do Espirito Santo – Jangada, SC;
- Paróquia da Dormição da Santa Mãe de Deus – Xaxim Jangada, SC;
- Paróquia de São João Batista – Vila Zulmira – União da Vitória, PR.

#### Argentina
- Catedral da Santíssima Proteção da Virgem (Pokrova), Cidade de Buenos Aires;
- Paróquia da Ressurreição do Senhor, Villa Caraza, Lanús, Província de Buenos Aires;
- Paróquia da Santíssima Trindade, Berisso, Província de Buenos Aires;
- Paróquia de São Pedro Mohyla, Villa Angela, Provincia de Chaco;
- Paróquia da Proteção da Mãe de Deus (Pokrova), Las Breñas, Chaco;
- Paróquia de São Jorge, La Tigra, Chaco;
- Paróquia da Santíssima Trinidade, San Bernardo, Chaco.

#### Paraguai
- Basílica da Epifania do Senhor - Fram, Itapuã;
- Paróquia da Santíssima Trindade - Urusapucai, Itapuã;
- Mosteiro Apresentação do Senhor no Templo - Urusapucai, Itapuã;
- Paróquia da Dormindo da Mãe de Deus - Santo Domingo, Itapuã;
- Paróquia de São Miguel Arcanjo - Camitan Miranda, Itapuã;
- Paróquia da Santa Cruz - Alvorada, Itapuã;
- Paróquia da Proteção da Mãe de Deus - Natalio 12, Itapuã;
- Comunidade Coronel Bogado, Itapuã.

#### Venezuela
- Paróquia da Santa Pokrova - Alta Vista, Catia - Caracas.

Desde janeiro de 2015, estas são as paróquias da Eparquia ortodoxa ucraniana da América do Sul de acordo com a Metrópole nos Estados Unidos.

## Primazes
- Iov Skakalski (1969-1974) - Bispo eparca;[4]
- Vladimir Hai (1974-1977) - Bispo eparca;[4]
- Vladimir Didovich (1974-1989) - Bispo eparca;
- Paisio Ivaschuk (1989-1993) - Bispo eparca;[4]
- Jeremias Ferens (1989-2008) - Bispo eparca. Arcebispo titular de Aspendos (2008-presente).[4][5]